# ロックンロール県庁所在地〜おぼえちゃいなシリーズ〜
「ロックンロール県庁所在地〜おぼえちゃいなシリーズ〜」（ロックンロールけんちょうしょざいち おぼえちゃいなシリーズ）は、女性アイドルグループミニモニ。の4枚目のシングル。

## 内容
前作から約1年3か月ぶりであり、矢口真里卒業後、高橋愛加入後初めてのシングル。
森高千里の楽曲「ロックンロール県庁所在地」のカバー。原曲当時の埼玉県の県庁所在地は浦和市であったが、2001年にさいたま市となり、それに伴い歌詞が変更された。また、2012年の森高によるセルフカバーまで県庁所在地情報の最新バージョンとして扱われていた。

## 収録曲
全編曲：高橋諭一
1. ロックンロール県庁所在地〜おぼえちゃいなシリーズ〜
作詞・作曲：森高千里
2. おしゃべりすきやねん
作詞・作曲：つんく
3. ロックンロール県庁所在地〜おぼえちゃいなシリーズ〜 (オリジナル・カラオケ)

## 参加ミュージシャン
ロックンロール県庁所在地〜おぼえちゃいなシリーズ〜
- 全ての楽器：高橋諭一
- コーラス：ミニモニ。・つんく

おしゃべりすきやねん
- 全ての楽器：高橋諭一
- コーラス：ミニモニ。